# Europäischer Hundsfisch
Der Europäische Hundsfisch  (Umbra krameri), auch Ungarischer Hundsfisch genannt, ist der einzige europäische Vertreter der Hundsfische (Umbridae) und gehört damit in die Ordnung der Hechtartigen (Esociformes).

## Merkmale
Der Europäische Hundsfisch erreicht eine Körperlänge von 8 bis 10 Zentimeter bei den Männchen und 13 Zentimetern bei den Weibchen. Er besitzt einen langgestreckten, hechtähnlichen Körperbau, der allerdings wie für die Hundsfische typisch etwas gedrungener und seitlich nur wenig abgeflacht ist. Der Kopf ist stumpf abgerundet. Der Kopf und der Körper sind mit großen Rundschuppen bedeckt, die auch auf den Kiemendeckeln vorhanden sind. Die Rückenflosse besitzt 15 bis 16 Flossenstrahlen, die Bauchflosse 7 bis 8.
Der Rücken und die Flanken sind braun bis braunrot gefärbt und besitzen unregelmäßige dunkle Flecken, dabei ist der Rücken meist dunkler als die Körperseiten. Auf der Seite kann der Fisch zudem einen auffälligen, gelblichen bis kupferfarbenen Längsstrich besitzen. Die Körperunterseite ist hell gelblich bis weiß. Die Rückenflosse ist bräunlich und kann dunkel gesprenkelt sein.

## Verbreitung

Verbreitung des Europäischen Hundsfischs:
Ganzjähriges Vorkommen
Population erloschen

Der Europäische Hundsfisch lebt verstreut in Binnengewässern Südosteuropas im Einzugsgebiet der Donau von Österreich und Ungarn über die Slowakei bis zum Donaudelta in Rumänien. Zudem findet man ihn im Unterlauf des Dnister im Gebiet um Odessa.
In Österreich galt der Hundsfisch seit 1975 als ausgestorben, wurde jedoch im Jahre 1992 durch die Biologen Thomas Spindler und Josef Wanzenböck in den Donauauen im Fadenbach zwischen Orth an der Donau und Eckartsau wiederentdeckt und konnte erfolgreich im Rahmen von Nachzuchtprogrammen wieder weiträumiger in seinen ursprünglichen Verbreitungsgebieten angesiedelt werden. Vereinzelt wurde der Fisch auch in Deutschland angesiedelt.

## Lebensweise
Der Europäische Hundsfisch lebt in pflanzenreichen und flachen Gewässern mit schlammigem Grund, vor allem also in Tümpeln, Gräben, Sumpfgewässern und Torfmooren. Als Anpassung an die sehr häufig sauerstoffarmen Gewässer atmen Hundsfische zusätzlich zu den Kiemen atmosphärische Luft, die sie an der Wasseroberfläche aufnehmen und über die Schwimmblase, die mit dem Darm verbunden ist, veratmen. Der Anteil der Luftatmung ist abhängig von den temporären Wasserverhältnissen und kann bei fast sauerstofffreiem Wasser bis zu 100 % der Gesamtatmung ausmachen.
Die Fische ernähren sich vor allem von Kleinkrebsen, Insektenlarven und Fischbrut. Zur Fortbewegung greifen die Brust- und Bauchflossen ähnlich der Laufbewegung eines Pferdes beim Galopp aus, während die Rückenflosse undulierend schlägt. Durch diese ungewöhnlichen Schwimmbewegungen können die Fische auch waagerecht und schräg im Wasser auf- und absteigen.
Die Laichzeit liegt im Februar bis April, die Weibchen legen in dieser Zeit bis zu 400 Eier auf Wasserpflanzen oder in selbstgegrabenen Gruben unterhalb von Wurzeln ab und bewachen diese bis zum Schlüpfen der Jungfische. Diese schlüpfen nach sechs bis zehn Tagen. Untereinander sind die Jungfische sehr kannibalisch, sodass in kleineren Tümpeln nur sehr wenige Fische überleben. Nach etwa zwei Jahren sind sie geschlechtsreif.

## Gefährdung
Vor allem durch die weitreichende Trockenlegung von Kleingewässern sind die Bestandszahlen des Europäischen Hundsfischs regional sehr stark rückläufig. Über das große Gesamtverbreitungsgebiet gelten die Tiere jedoch nicht als selten, sodass die Art von der IUCN als vulnerable eingestuft wird.